# Port lotniczy Rennell/Tingoa
Port Lotniczy Rennell/Tingoa (ang. Rennell/Tingoa Airport) – port lotniczy zlokalizowany w mieście Tingoa, na wyspie Rennell, na Wyspach Salomona.